# Джульетта и духи
«Джулье́тта и ду́хи» (итал. Giulietta Degli Spiriti) — художественный фильм 1965 года, поставленный режиссёром Федерико Феллини на киностудии Rizzoli Film. Первый по счету из цветных полнометражных фильмов, снятых Феллини. В фильме ощущается влияние теории сновидений К. Г. Юнга, а также воздействие эстетики барокко.

## Сюжет
В центре сюжета — неудавшаяся семейная жизнь главной героини. Джульетта и её муж Джорджо — совершенно разные, чужие друг другу люди. Джульетта, пытаясь угодить своему мужу, остаётся несчастной, но он не замечает ни её саму, ни её страданий. Более того, она узнаёт, что у Джорджо появилась любовница. На протяжении всего фильма Джульетта борется с внутренними запретами, комплексами и общественными устоями.
Визуально действие подчёркивается яркими, «вылизанными», дизайнерски безупречными интерьерами, пляжем и садом, что контрастирует с бурным смятением в душе Джульетты, которая внешне демонстрирует радостное и спокойное поведение.
Основное напряжение сюжета сосредоточено на противопоставлении общественных требований и ожиданий, предъявляемых героине — и, в целом, женщине — и её морально-этического выбора. Духи, к которым мысленно обращается Джульетта, символизируют её внутренний стержень, сформировавшийся в детстве и оставшийся верным ей несмотря на предательство мужа, холодное безразличие матери и сестёр, а также соблазны окружающего мира. Фильм переполнен аллегориями тотального одиночества Джульетты, но прямо говорится о том, что единственным человеком, искренне и беззаветно любившим её, был дедушка, который сбежал с циркачкой.

## В ролях
- Джульетта Мазина — Джульетта
- Марио Пизу — Джорджо
- Сандра Мило — Сузи / Ирис / Фанни
- Валентина Кортезе — Валентина
- Луиза Делла Ноче — Адель
- Сильва Кошина — Сильва
- Катерина Боратто — мать Джульетты

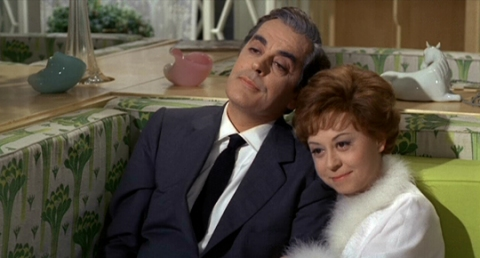
Марио Пизу и Джульетта Мазина

- Хосе Луис де Виллалонга — друг Джорджо
- Фридрих фон Ледебур — медиум
- Альба Кансельери — Джульетта в детстве
- Лу Гилберт — дедушка
- Валеска Герт — Пийма
- Милена Вукотич — Елизавета, горничная

## Проблематика
Фильм «Джульетта и духи» был задуман для Джульетты Мазины и о Джульетте Мазине. Феллини вынашивал эту идею очень долго, начиная ещё со времён «Дороги». Этот фильм повествует о свободе личности и об освобождении женщины от мужского деспотизма. «Намерение фильма в этом отношении состоит в том, чтобы возвратить женщине её подлинную независимость, её бесспорное и неотъемлемое достоинство. Свободный мужчина не может отказывать в этом свободной женщине. Женщина не должна быть ни мадонной, ни орудием наслаждения, и ещё меньше — служанкой», — говорил сам Федерико Феллини о своей ленте
«Джульетта и духи» может быть воспринят как женская, несколько облегчённая версия «Восьми с половиной». В обоих фильмах важная роль отведена воображаемому, которое в «Джульетте и духах» приобретает невероятно изысканный, почти сюрреалистический вид: «магизм цвета ослепляет и придает всему происходящему нереальный оттенок».

## Награды
- Премия «Золотой глобус» в номинации «Лучший зарубежный фильм»
- Премия Нью-Йоркского общества кинокритиков «Лучший зарубежный фильм»
- 1966 — Три премии «Серебряная лента» итальянского Синдиката киножурналистов в номинациях:
  - «Лучшая актриса второго плана» (Сандра Мило)
  - «Лучший оператор» (Джанни Ди Венанцо)
  - «Лучший художник-постановщик» (Пьеро Герарди)
- Фильм номинировался на «Оскар» в номинациях «Лучший художник по костюмам» и «Лучший художник-постановщик» (Пьеро Герарди), но наград в этих номинациях не получил.